# English Today
English Today là một tạp chí học thuật về ngôn ngữ tiếng Anh, được thành lập vào năm 1985 bởi Tom McArthur (người đã biên tập nó cho đến năm 2008)  và được xuất bản hàng quý bởi Nhà xuất bản Đại học Cambridge. Phạm vi của nó bao gồm tất cả các khía cạnh của tiếng Anh hiện tại và các giống của nó được sử dụng trên khắp thế giới. Tổng biên tập hiện nay là Giáo sư danh dự Clive Upton (Đại học Leeds).

## Tóm tắt và lập chỉ mục
Tạp chí được tóm tắt và lập chỉ mục trong MLA Bibliography.